# در جستجوی آقای گودبار
در جستجوی آقای گودبار (انگلیسی: Looking for Mr. Goodbar) فیلمی در ژانر درام است که در سال ۱۹۷۷ منتشر شد. ریچارد بروکس کارگردان و فیلم‌نامه‌نویس این کار است. این فیلم بر اساس رمانی به همین نام نوشته جودیت روسنر ساخته شده که الهام گرفته از قتل روزن کوین (به انگلیسی: Roseann Quinn) معلم مدرسه نیویورکی در سال ۱۹۷۳ است.

## بازیگران
- دایان کیتن
- تیوزدی ولد
- ویلیام آترتون
- ریچارد کایلی
- ریچارد گی‌یر
- برایان دنهی
- جولیوس هریس
- لوار بارتون
- پریسیلا پوینتر
- ریچارد برایت
- تام برنگر